# Сан Пиетро ал Танагро
Сан Пиѐтро ал Та̀нагро (на италиански: San Pietro al Tanagro) е село и община в Южна Италия, провинция Салерно, регион Кампания. Разположено е на 460 m надморска височина. Населението на общината е 1737 души (към 2010 г.).